# Арутюнян, Вилик Маргарович
Ви́лик Марга́рович Арутюня́н (арм. Վիլիկ Հարությունյան, 5 марта 1936, Ереван — 19 августа 2000, Ереван) — армянский политический и государственный деятель, физик. Заслуженный деятель науки Армянской ССР (1981).

## Биография
- 1953—1960 — студент, а позже аспирант физического факультета Московского государственного университета.
- 1960—1967 — младший, старший научный сотрудник Ереванского физического института.
- 1967—1972 — заместитель директора по научной работе Института физических исследований АН Армянской ССР.
- 1972—1979 — заведующий кафедрой квантовой электроники Ереванского государственного университета.
- С 1976 — состоит в КПСС, а с 1980 член горкома партии.
- С 1979 — директор НИИФКС ЕГУ.
- С 1988 — директор того же института «ЗАО НИИФКС»
- 1990—1991 — был министром образования и науки Армении.
- 1999—2000 — директор армяно-греческого предприятия «Пирвил».

## Награды
- Орден Трудового Красного Знамени (1976).
- Орден «Знак Почёта» (20.08.1986).
- Заслуженный деятель науки Армянской ССР (4.12.1981)[1].